# مهدی‌بیگ عبدالدایف
مهدی‌بیگ یوسف‌اویچ عبدالدایف (به قرقیزی: Мыктыбек Юсупович Абдылдаев) (زاده ۱۷ اوت ۱۹۵۳) یک سیاستمدار قرقیز و عضو فعلی شورای عالی قرقیزستان به‌عنوان معاون حزب اتحاد است.

## جوانی و تحصیل
عبدالدایف در ۱۷ آگوست ۱۹۵۳ در روستای قره‌آغاج در استان چوی در جمهوری سوسیالیستی قرقیزستان شوروی به دنیا آمد. وی در سال ۱۹۷۶ مدرک فیلولوژی خود را از دانشگاه ملی دولتی قرقیزستان دریافت کرد.

## حرفه و سیاست
عبدالدایف در سال ۱۹۷۶ اولین کار خود را به عنوان تراشکار در کارخانه‌ای در فرونزه پس از پنج سال کار و تکمیل تحصیلات ترک کرد تا دبیر کمیته کومسومول در دانشکده فنی تجارت فرونزه شوروی شود و سپس دبیر کمیته آن در استان ایسیک کول بین سالهای ۱۹۸۲ و ۱۹۸۳ شد.
او در رده‌های بوروکراسی سیاسی بالا رفت و نقش خود در کومسومول را ترک کرد و بین سال‌های ۱۹۸۳ و ۱۹۸۶ رئیس بخش سیاسی اداره امور داخلی کمیته اجرایی استان ایسیک کول شد. عبدالدایف پس از گذراندن تحصیلات بیشتر در رشته مدیریت در آکادمی مدیریت وزارت امور داخلی اتحاد جماهیر شوروی به مدت سه سال، در سال ۱۹۸۹ به سمت معاون بخش امور داخلی ارتقا یافت.
آخرین نقش او در اتحاد جماهیر شوروی به‌عنوان معاون در شورای عالی جمهوری سوسیالیستی قرقیزستان شوروی بود که پس از انتخاب شدن در انتخابات شورای عالی قرقیزستان در سال ۱۹۹۰ این سمت را به عهده گرفت.
قرقیزستان در دسامبر ۱۹۹۰ خود را مستقل اعلام کرد و در اوت ۱۹۹۱ با ریاست عسکر آقایف استقلال یافت. پس از استقلال، عبدالدایف دهه ۱۹۹۰ را در بخش‌های امور داخلی گذراند او بین نوامبر ۱۹۹۱ تا نوامبر ۱۹۹۴ به بخش امور داخلی ایسیک کول بازگشت. همچنین قبل از اینکه در همان ماه به‌عنوان معاون وزیر در وزارت امور داخله سراسر کشور استخدام شود، وی دو سال و نیم این سمت را برعهده داشت تا اینکه در مارس ۱۹۹۷ به سمت معاون اول وزیر ارتقا یافت. او در ژانویه ۲۰۲۱ سمت را ترک گفت.